# بهشت (مجموعه تلویزیونی ۲۰۲۵)
بهشت یک مجموعه تلویزیونی دلهره‌آور سیاسی آمریکایی است که توسط دن فوگلمن و با بازی استرلینگ کی براون، جولیان نیکلسون و جیمز مارسدن ساخته شده است. این مجموعه در ۲۶ ژانویه ۲۰۲۵ هولو در ایالات متحده منتشر شد.

## داستان
این مجموعه شامل یک مأمور سرویس مخفی است که به جزئیات حفاظت از رئیس‌جمهور منصوب شده است.

## بازیگران

### اصلی
- استرلینگ کی براون در نقش مأمور ویژه خاویر کالینز
- جولیان نیکلسون در نقش سامانتا ردموند
- سارا شاهی در نقش دکتر گابریلا ترابی
- نیکول برایدون بلوم در نقش مأمور ویژه جین دریسکول
- آلیا ماستین در نقش پریسلی کالینز
- پرسی داگز چهارم در نقش جیمز کالینز
- جیمز مارسدن به عنوان رئیس‌جمهور کال برادفورد

### مهمان
- جان بیورز در نقش مأمور ویژه بیلی پیس
- کریس مارشال در نقش مأمور ویژه نیکول رابینسون
- کسیدی فریمن در نقش بانوی اول جسیکا برادفورد
- جرالد مک‌رینی در نقش کین برادفورد

## پخش
شبکه هولو اولین قسمت این مجموعه را در ۲۶ ژانویه ۲۰۲۵ منتشر کرد. در ابتدا قرار بود سه قسمت اول در ۲۸ ژانویه ۲۰۲۵ پخش شود.

## نقد
وب‌سایت جمع‌آوری نقد و بررسی راتن تومیتوز بر اساس ۱۹ بررسی منتقدان، ۷۹٪ امتیاز تأیید با میانگین امتیاز ۶٫۸/۱۰ را به این مجموعه داد. نظر منتقدان این وب‌سایت می‌گوید: «مجموعه بهشت مملو از مفاهیم و مضامین پر سر و صدا، یک دیدار مجدد پرمجموعه اما اعتیادآور جاه‌طلبانه استرلینگ کی براون و خالق آن دن فوگلمن است».